# Trentepohlia (Trentepohlia) pulchripennis
Trentepohlia (Trentepohlia) pulchripennis is een tweevleugelige uit de familie steltmuggen (Limoniidae). De soort komt voor in het Oriëntaals gebied.